# چیساکو هارا
چیساکو هارا (انگلیسی: Chisako Hara; ۱ ژوئن ۱۹۳۶ – ۱۹ ژانویهٔ ۲۰۲۰) بازیگر اهل ژاپن بود. وی بین سال‌های ۱۹۵۶ تا ۲۰۱۹ میلادی فعالیت می‌کرد.